# セーラーハット作戦
セーラーハット作戦 (Operation Sailor Hat) は、アメリカ国防原子力支援局の資金拠出のもとアメリカ海軍艦艇局が実施した一連の爆破実験である。実験は1964年にカリフォルニア州サンクレメンテ島で行われた2回の水中爆発実験と、1965年にハワイ州カホオラウェ島で行われた3回の水上爆発実験からなる。 
1946年7月に実施されたクロスロード作戦と同様、核兵器の爆風効果が水上艦艇に与える影響を確認するために行われたもので、核兵器の代わりに大量の爆薬を用いて行われた。カホオラウェ島で行われた実験はいずれも艦艇の近くにドーム状に積み上げた500ショートトン (454トン) のTNT火薬に点火するものであった。TNT火薬は核兵器よりも爆発時のエネルギー放出が緩慢なため、爆風効果は核出力1キロトン (4.2TJ) 級の核兵器に相当した。標的艦は兵装を撤去した代わりに各種レーダーや観測機器を搭載したクリーブランド級軽巡洋艦「アトランタ」であったが、その他にもリーヒ級ミサイル巡洋艦「デイル」「イングランド」やチャールズ・F・アダムズ級ミサイル駆逐艦「タワーズ」「コクレーン」「ベンジャミン・ストッダート」、そしてカナダ海軍のサン・ローラン級駆逐艦「フレイザー」が参加し、第二次世界大戦中に建造された旧型艦のアトランタから当時新鋭艦であったコクレーンまで新旧織り交ぜた編成であった。
非常に複雑な実験操作が行われた結果、この実験により海軍艦艇の爆風抵抗性を決定し改善するために有用なデータを得ることができた。

## 背景
1963年に部分的核実験禁止条約が発効すると、大気圏内での核実験が禁止された。これを受けて国防原子力支援局は爆風効果の確認を高性能爆薬を用いて行うよう方針を変更した。カナダは1964年にアルバータ州の実験場で500ショートトンの高性能爆薬を用いて核兵器の爆発を模擬するスノーボール作戦を実施していた。1963年には国防原子力支援局は海軍艦艇局に従来型火薬を用いた全規模爆発試験を実施するよう働きかけていたが、実験場は未定であった。
真珠湾攻撃以降、ハワイ州は戒厳令下に置かれ、カホオラウェ島は射爆撃訓練場となっていた。カホオラウェ島は海岸からすぐに深くなっていること、わずか90マイル先にホノルルの真珠湾海軍造船所があり工学的な支援が受けられることもあって、セーラーハット作戦の実験場に選ばれたのはごく自然な成り行きであった。

## 準備

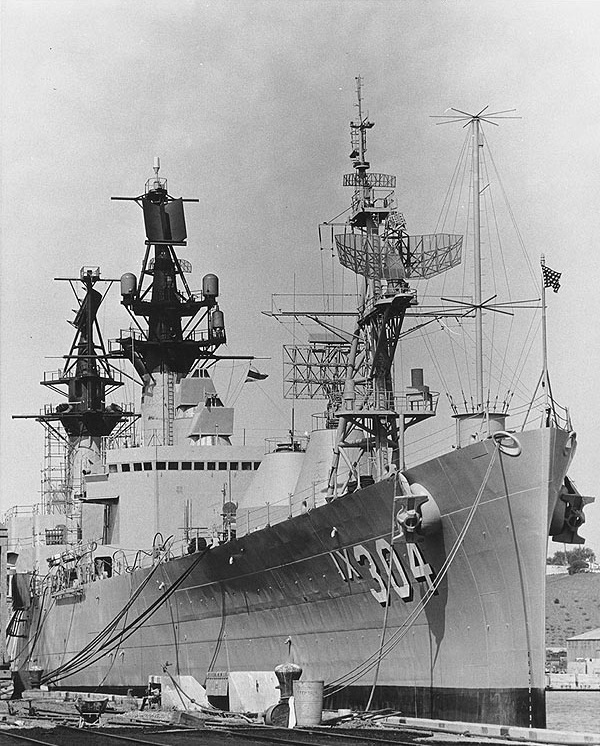
ハンターズポイント海軍造船所に停泊しているアトランタ (1964年10月頃)。標的艦への改装が完了した姿。

実験のため、さまざまな機器や構造を搭載できるテストプラットフォームが必要となった。 軽巡洋艦アトランタは1949年に退役し、太平洋予備艦隊に配備された後1962年に廃艦となっていたが、サンフランシスコ海軍造船所で大改造が施されて高エネルギー空中爆発の影響を研究するための標的艦に改装され、新たに艦番号 IX-304 が付与された。船体はメインデッキレベルまで切り下げられ、2種類の艦橋と3種類のマストが取り付けられた。駆逐艦用の主立った通信システム・索敵システム・火器管制システム・兵器システムが設置され、当時使用されていたアルミニウム構造材との比較のためガラス繊維強化材製の実験的な艦橋も据え付けられた。その風変わりな姿は、ハワイの実験場に向かう道中で衆目を集め風聞の的となった。
実験に使用するTNT火薬は、旧式魚雷や地雷などから回収した火薬を原料に高品質の鋳造ブロックを製造する方法を開発したネバダ州ホーソーンの海軍火薬廠で製造された。試験のために4インチ×12インチ×12インチ、1個32.98ポンドのブロックが合計92,022個製造された。3度の実験とも爆薬の積み上げ作業は海軍第3建設工兵大隊が担当し、30,674個のTNT火薬ブロックを直径34フィート、高さ17フィートの半球状に注意深く積み上げるという危険な作業をこなした。爆薬ドームは、海岸近くに設けた八角形の薄いコンクリートパッド上に置かれた。 各実験において、所望の結果を得るために艦艇を爆薬から正確な距離に係留する必要があったが、これは強風の中では困難な作業であり、艦艇局はこのために特務航洋曳船サンナディン (ATA-197) と修理救難艦 セーフガード (ARS-25) およびカレント (ARS-22) を派遣した。

## 実験
最初に行われたアルファ実験では20トンのHBX爆薬を水面下200フィートで爆発させた。これはより大きな水上爆発実験を行うに先立って、実験機材に水中衝撃波が与える影響を確認するために行われた。乗船していたクルーは爆発によって船体が巨大なハンマーで叩かれたような音とともに床から足が浮き上がり、塗装が配管やバルクヘッドから剥がれ落ちたと報告した。本実験ではアトランタは標的艦として爆心地近くに係留され、他の艦は簡単に修理できるよう離れたところに係留された。
| 名称       | 実施日         | 時間      | 実験場                              | タイプ | 爆発力 | 標的艦                                                           |
| ---------- | -------------- | --------- | ----------------------------------- | ------ | ------ | ---------------------------------------------------------------- |
| アルファ   | 1964年11月12日 | 15:15 PST | サンクレメンテ島                    | 水中   | 20t    | アトランタ                                                       |
| アルファ   | 1964年11月14日 | 16:17 PST | サンクレメンテ島                    | 水中   | 20t    | アトランタ                                                       |
| ブラボー   | 1965年2月6日   | 14:31 HST | カホオラウェ島 スマッグラー・コーブ | 空中   | 500t   | アトランタ、コクレーン、フレイザー                               |
| チャーリー | 1965年4月16日  | 15:21 HST | カホオラウェ島 スマッグラー・コーブ | 空中   | 500t   | アトランタ、イングランド、ベンジャミン・ストッダート、フレイザー |
| デルタ     | 1965年6月19日  | 11:26HST  | カホオラウェ島 スマッグラー・コーブ | 空中   | 500t   | アトランタ、タワーズ                                             |

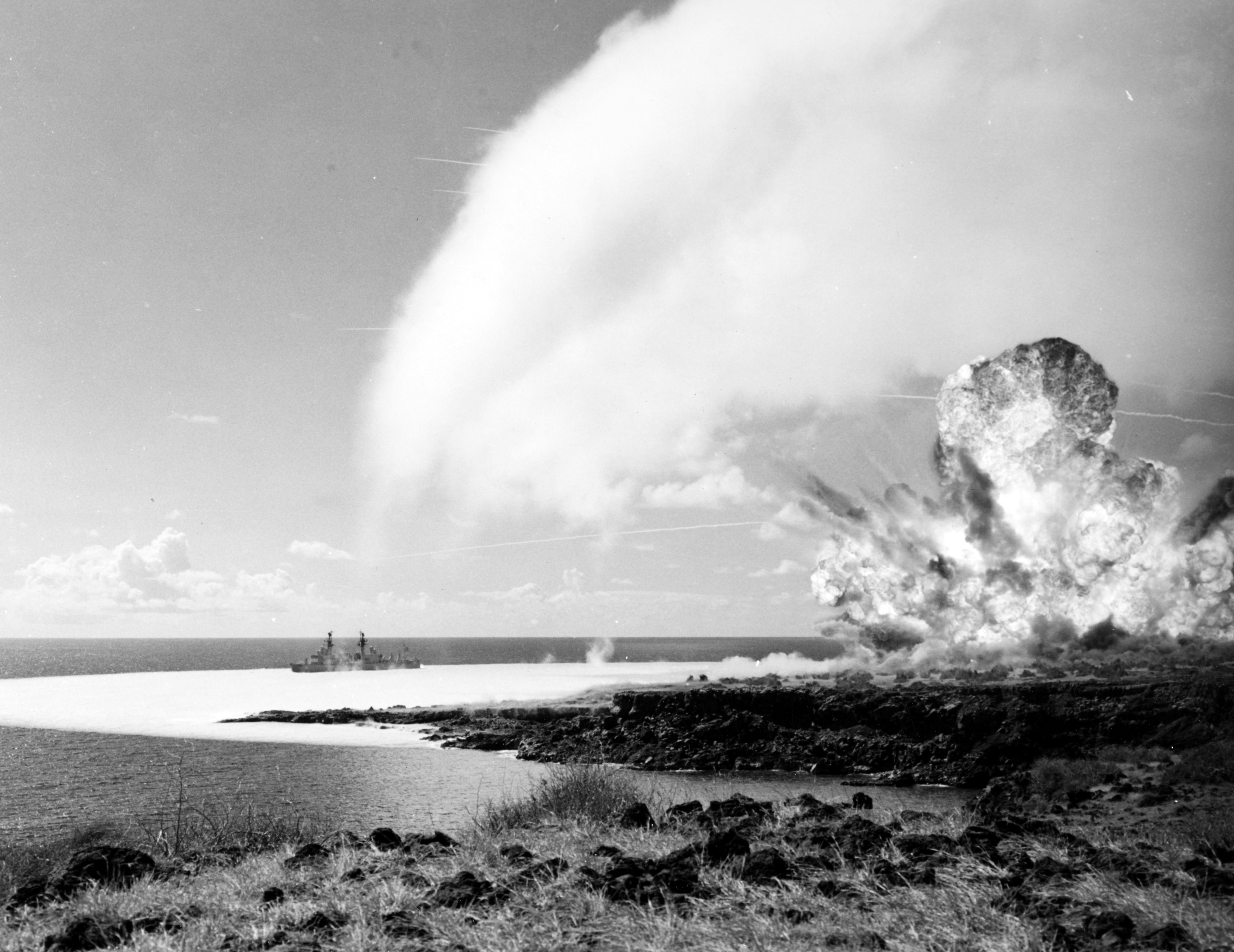
ブラボー実験で発生した爆轟。アトランタは中央左側に係留されている。衝撃波が艦を超えて左側に広がり、凝縮雲が立ち上っている。

計時・点火システムはアトランタに置かれたが、写真撮影用航空機や煙観測用ロケット、数百におよぶ測定記録機器との同期が不可欠であった。爆破はさながら小さな核爆発といった様相で、水面に衝撃波が走り衝撃凝縮雲が広がり、火球とキノコ雲が現れた（もちろん放射線や放射性降下物は生じない）。爆発によって10psiの爆圧が生じ、圧縮された空気は最大速度 294 mphの壁となってアトランタに殺到した。生じた爆圧は高度8,000フィートで1メガトンのTNT火薬が爆発 (4.2 PJ) したのと同等で、鉄筋コンクリートの建物を破壊するに足るものであった。想定された爆発力から、アトランタは爆心地から約800フィートの位置に係留されていた。上空高くに揚げられていた2つの気球は墜落し、甲板上に置かれていた等身大のマネキンは激しく投げ出された。最初に行われたブラボー実験でも二次被害をもたらす大量の岩石が飛散した。この対策として、次に行われたチャーリー実験では厚さ5フィートの砂の上に爆薬が置かれた。さらに最後のデルタ実験は前2回の爆発でできたクレーターを39,000立方ヤードの砂で埋め戻し、その上に爆薬を置いて実施された。

### 影響

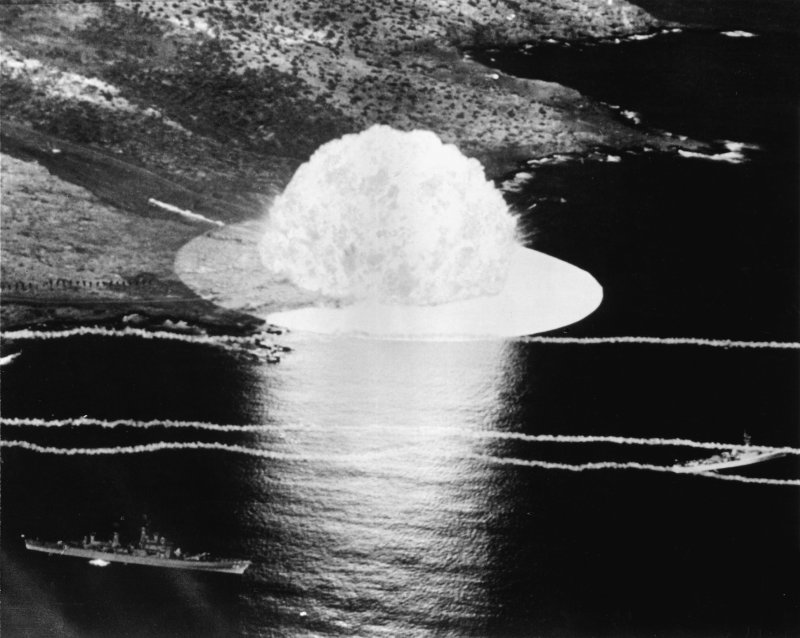
USS England and USS Atlanta during the second shot Charlie of Operation Sailor Hat.

アトランタには、爆風効果を記録するために500台以上の高速度カメラが設置された。試験中は甲板より下の区画に169人の海軍乗組員と60人の科学者が乗艦した。上部構造は爆発で損傷したが、乗員はアイオワ級戦艦の16インチ主砲9門の斉射と同程度の衝撃を受けるだけで済んだ。上部構造のSPS-37アンテナおよびSPS-10アンテナとURD-4無線方位探知機は爆風で引き裂かれ、他の構造物も大きく変形した。ターター・システムの中核であるAN/SPG-51射撃指揮レーダーは1時間ほど動作しなかった。アスロックランチャーやMk32魚雷は破損したが、アスロックのロケット・モーターやMk44魚雷およびMk46魚雷は無傷だった。Mk25魚雷はアルミ鋳物製の外装がひび割れ、取付ボルトは延び、緩衝ブランケットが壊れて噴射口ドアが飛び出るなど酷く破損していたが、驚くべきことにそれでも作動した。電子機器を載せた三脚マストは壊れて甲板に倒れ込んだ。爆破側では強化型艦橋の機器は2インチほどずれていた。リーヒ級駆逐艦タイプの艦橋は溶接部が破裂して上2層が吹き飛んでいた。
イングランドは爆心地から一番遠くに係留されていたため損傷は軽微で、一番大きな被害は吹き飛ばされた岩石で船体にできた凹みであった。衝撃波により船体が左右に4フィートほど揺れ動いたという。
コクレーンは爆圧により5分ほど動力を喪失したが、船体および艦システムの検査と爆風の影響を確認するために自力で真珠湾海軍造船所に回航することができた。真珠湾海軍造船所では艦が強烈な爆風に持ち堪えたと評判になった。コクレーンはAN/SPS-39三次元レーダーとAN/SPS-40二次元レーダーのアンテナをどちらも交換するなど若干の修理を受けた後、初任務に就くため実験任務を解かれた。

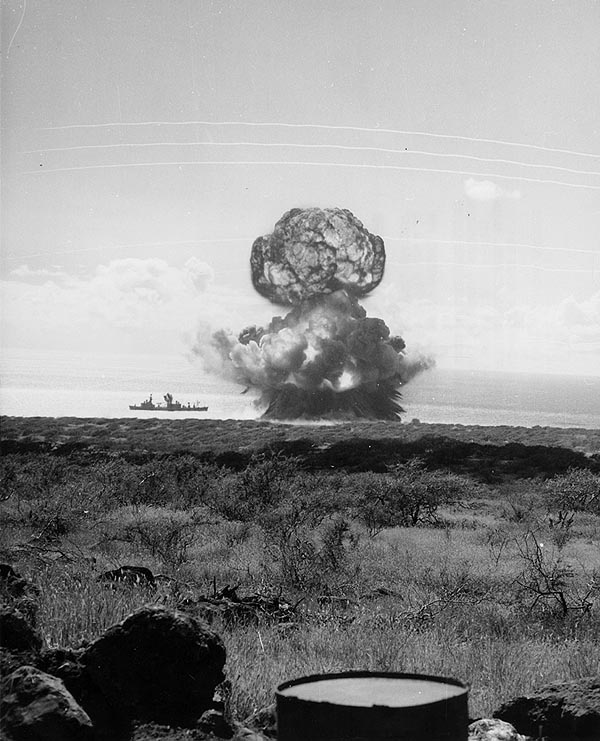
ブラボー実験。煙または粉塵が艦の前部マストを覆い、衝撃波が艦を超えて水上に広がっている。
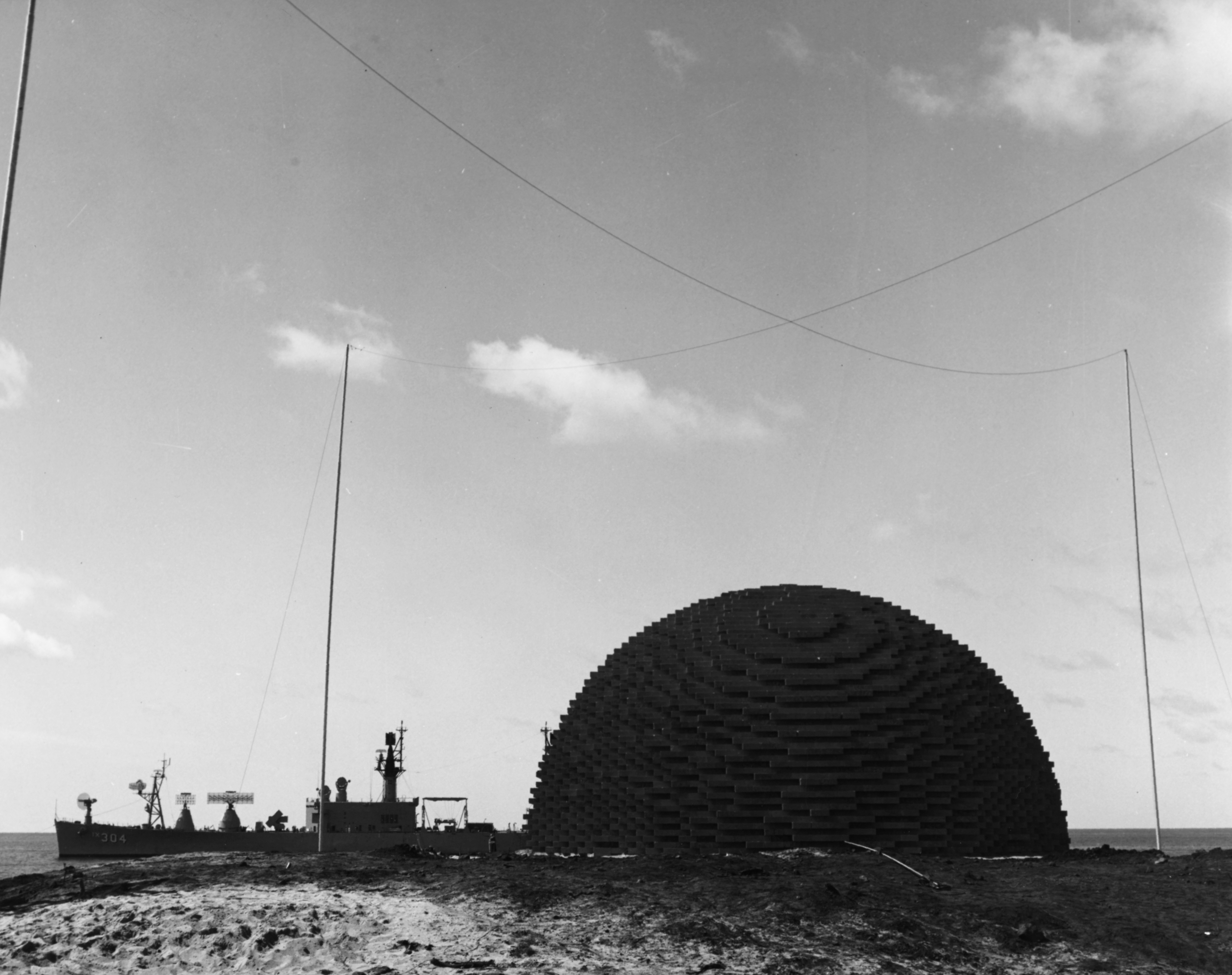
チャーリー実験の爆破前の様子。アトランタは画面奥に艦首を左に向けて係留されている。
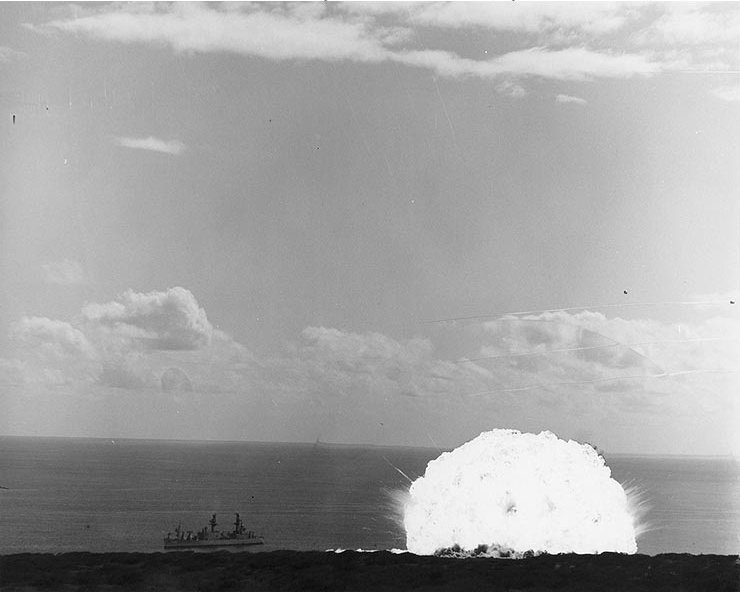
チャーリー実験。アトランタは爆発の左側に見える。

## 結果

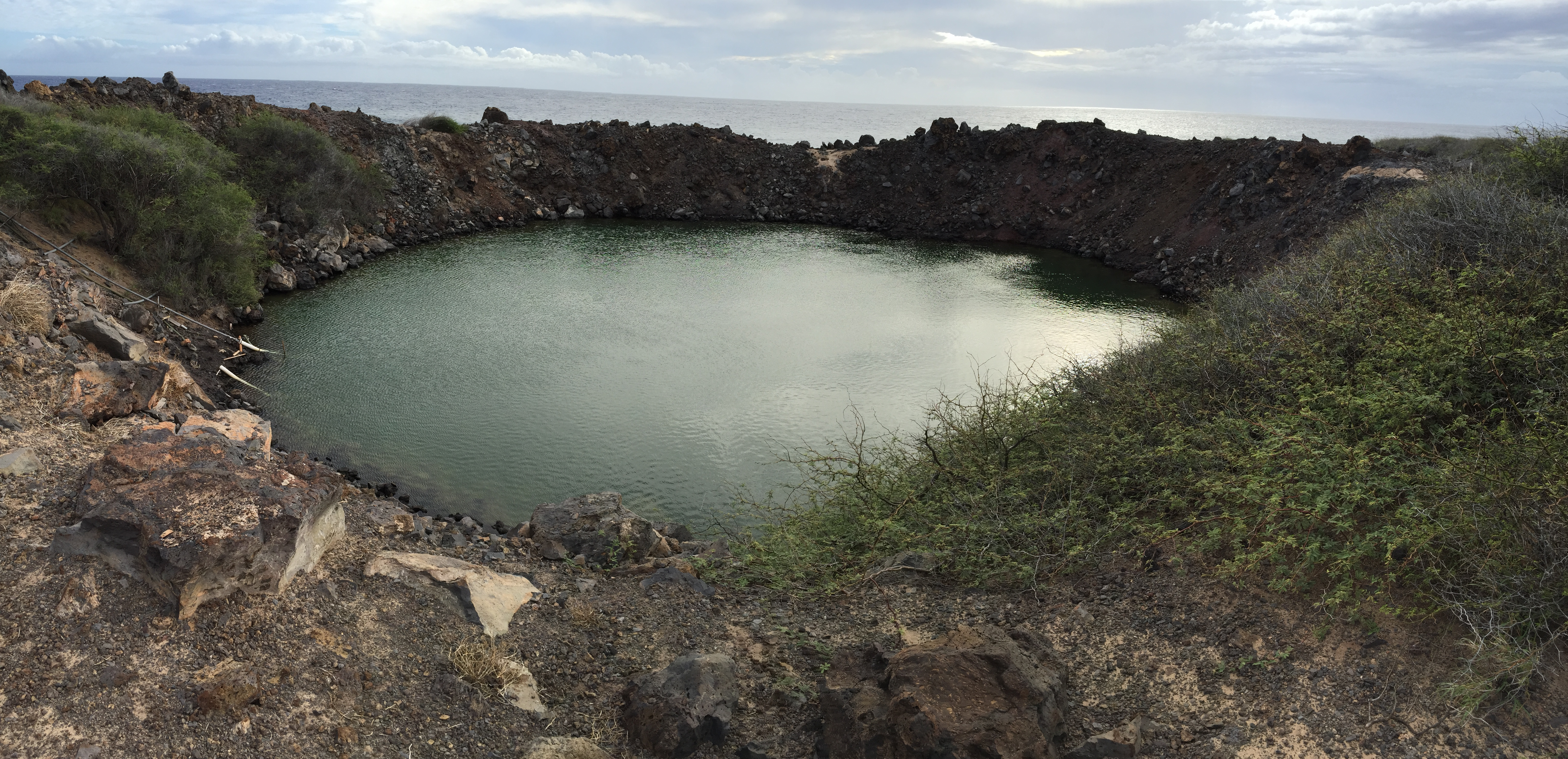
セーラーハット作戦により形成されたクレーター。

実験により、いくつかの部材が爆風に弱いことが判明したが、ほとんどの部分は健全性を維持していた。また、容認できない重量増やコスト増または運用上不都合な変更は不要で、ごく低コストの軽微な設計変更だけで済むことも分かった。例えば、アンテナがいくつか使用不能になったが、新しくアンテナを設計する必要はなかった。実験データを利用して、損傷範囲の予測精度を改善したり、戦闘における生残性を高めるための設計および仕様に関する情報を入手することができた。
また、この実験から艦艇の評価に直接関係するプロジェクト以外にも有用な情報が得られた。例えば振動の影響、水中音響、無線通信、クレーター形成現象、自由空間における爆風の計測、火球形成、雲形成や電磁界の影響といった研究課題には本実験のデータが活用された。
爆発によって形成されたクレーターは今も残っており、セーラーハット・クレーターと呼ばれている。「陸封潮溜まり」と呼ばれる汽水湖になっており、この環境に適応したハワイ諸島固有種のヌマエビ科のエビが生息している。